# 义堂镇 (云梦县)
义堂镇位于湖北省云梦县北十五里。人口5.0万人。当地特产有荸荠、莲藕、白花菜、白萝卜。镇政府驻义堂，人口49696人，面积63平方千米。辖1个居委会、28个村委会：义堂、红堰、新街、蔡河、胡蔡、张套、红光、民汪、新光、平石、吉口、土桥、三合、好石、唐岗、建合、上岗、东方、双龙、五四、六合、张庙、十里、周熊、新华、黄孝、陈李、曾腾、黄土坡。

## 行政区划
倒店乡下辖以下地区：
义堂街道社区、十里村、新华村、周熊村、黄土坡村、黄孝村、陈李村、曾滕村、三合村、好石村、唐岗村、建合村、上岗村、东方村、双龙村、五四村、六合村、张庙村、红堰村、新街村、蔡河村、胡蔡村、张套村、红光村、民汪村、新光村、平石村、吉口村、土桥村和化肥厂社区。